# Henningsvær
Henningsvær is een plaats in de Noorse gemeente Vågan, provincie Nordland. Henningsvær telt 428 inwoners (2007) en heeft een oppervlakte van 0,31 km². Het vissersdorp ligt op het zuidelijkste puntje van het eiland Austvågøy, eigenlijk op een aantal kleine scheren die met een brug verbonden zijn met het eiland.

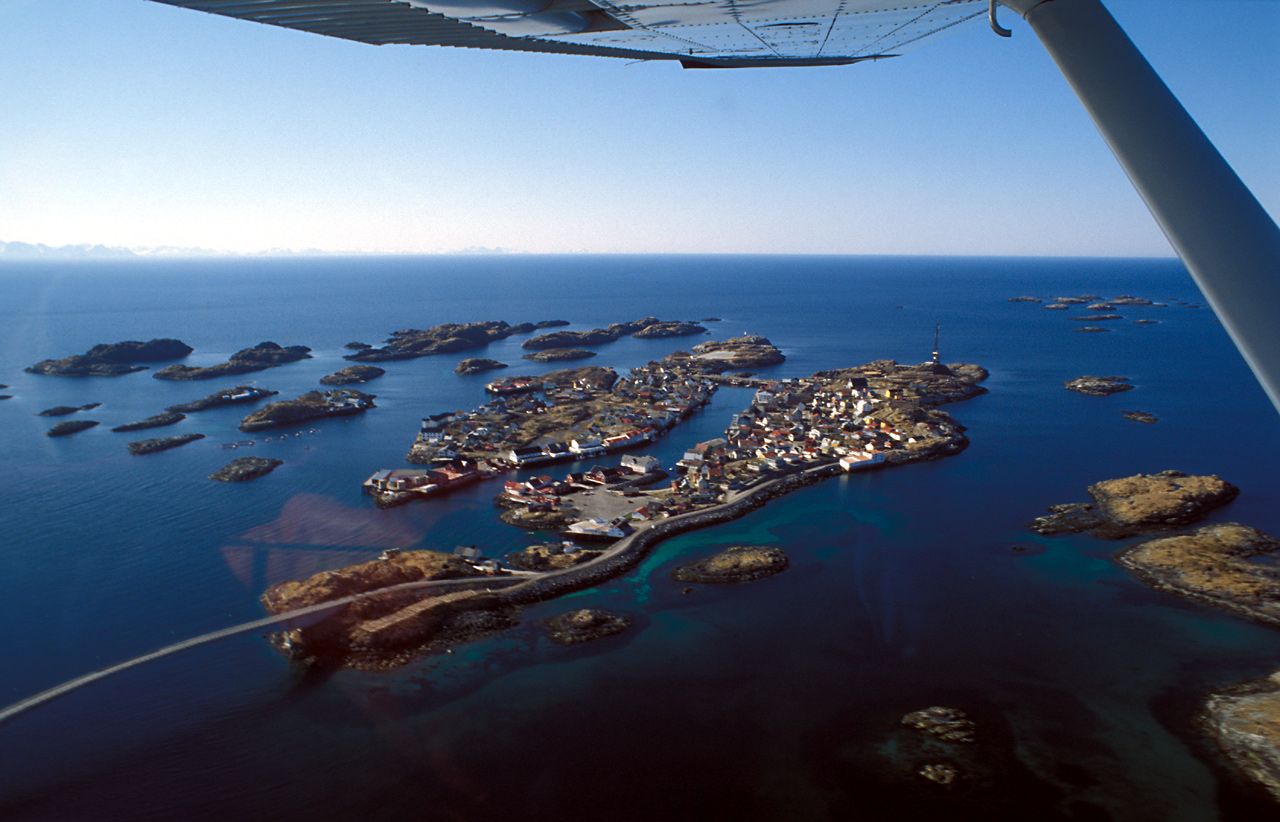
Henningsvær